# دانيال بيروفكا
دانيال بيروفكا (بالألمانية: Daniel Bierofka) (7 فبراير 1979 بميونخ في ألمانيا - ) هو لاعب كرة قدم ألماني في مركز الوسط. شارك مع منتخب ألمانيا تحت 21 سنة لكرة القدم ومنتخب ألمانيا ب لكرة القدم ‏ وفريق 2006 ‏ ومنتخب ألمانيا لكرة القدم. أما مع النوادي، فقد لعب مع باير 04 ليفركوزن وبايرن ميونخ الثاني وميونخ 1860 ونادي شتوتغارت وفي إف بي شتوتغارت الثاني وTSV 1860 Munich II ‏.

## وصلات خارجية
- دانيال بيروفكا على موقع قاعدة بيانات كرة القدم.إي يو (الإنجليزية)
- دانيال بيروفكا على موقع بيانات كرة القدم. دي إي (الألمانية)
- دانيال بيروفكا على موقع ناشيونال فوتبول تيمز (الإنجليزية)
- دانيال بيروفكا على موقع Soccerway.com (الإنجليزية)
- دانيال بيروفكا على موقع عالم كرة القدم.نت (الإنجليزية)